# Nassaria
Nassaria là một chi ốc biển, là động vật thân mềm chân bụng sống ở biển trong họ Buccinidae.

## Các loài
Các loài trong chi Nassaria gồm có:
- Nassaria acuminata (Reeve, 1881)[2]
- Nassaria callomoni Poppe, Tagaro & Fraussen, 2008[3]
- Nassaria cirsiumoides Fraussen, 2004[4]
- Nassaria corollaria Fraussen, 2006[5]
- Nassaria exquisita Fraussen & Poppe, 2007[6]
- Nassaria fibula Fraussen & Stahlschmidt, 2008[7]
- Nassaria gracilis Sowerby, 1902[8]
- Nassaria gyroscopoides Fraussen & Poppe, 2007[9]
- Nassaria incisa Fraussen, 2006[10]
- Nassaria intacta Fraussen, 2006[11]
- Nassaria moosai Fraussen, 2006[12]
- Nassaria nebulonis Fraussen, Dharma & Stahlschmidt, 2009[13]
- Nassaria perlata Poppe & Fraussen, 2004[14]
- Nassaria tarta Fraussen, 2006[15]
- Nassaria termesoides Fraussen, 2006[16]
- Nassaria thalassomeli Fraussen & Poppe, 2007[17]
- Nassaria thesaura Fraussen & Poppe, 2007[18]
- Nassaria wallacei Fraussen, 2006[19]
- Nassaria wanneri (Tesch in Wanner, 1915)[20]